# Schnelle Havel
Als Schnelle Havel wird die Havel im weitesten Sinne von Zehdenick bis Neu-Friedrichsthal oder bis unterhalb von Oranienburg bezeichnet.
Ursprünglich wurde diese Bezeichnung nur für den rechten Arm in der Verzweigung der Havel zwischen Liebenwalde und Kreuzthal in der Oberen Havelniederung (Distanz in Luftlinie Nord-Süd etwa 4,5 km), gebraucht. Der linke Arm war die heute nicht mehr existierende Faule Havel (träge Havel).  An deren Stelle befinden sich heute der südliche Teil des Voßkanals, der Malzer Kanal (Ost) und ein Teil der Havel-Oder-Wasserstraße. Als Alternative zu Havel (ohne Zusatz) hat sich eingebürgert, nicht nur den verbliebenen Havelarm, sondern auch das Havelstück oberhalb davon ab Zehdenick und das Stück unterhalb davon bis Neu-Friedrichsthal oder bis südlich von Oranienburg in den Namen Schnelle Havel einzubeziehen. Über diese gesamte Strecke wird diese im erweiterten Sinne sogenannte Schnelle Havel von Schifffahrtskanälen begleitet und ist von Zehdenick bis Neu-Friedrichsthal naturbelassen (zahlreiche Mäander).

## Verlauf

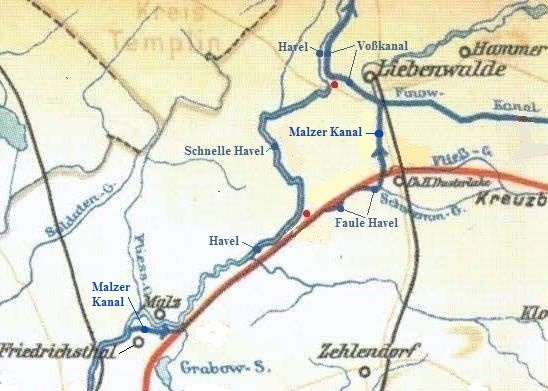
Havel, Schnelle und Faule Havel
und die begleitenden Kanäle;
die Faule Havel ist im Voßkanal, im Malzer Kanal (Ost) und in der Havel-Oder-Wasserstraße (rot) aufgegangen;
2 rote Punkte:
Anfang und Ende der Verzweigung der Havel in Schnelle und Faule Havel.

Die Schnelle Havel, so wie sie heute verstanden wird, beginnt am Südrand der Stadt Zehdenick, wo der Voßkanal von ihr abzweigt, fließt parallel zu diesem u. a. an Bischofswerder vorbei, wendet sich in der Höhe von Liebenwalde als alter rechter Flussarm nach Westen bis Neuholland und dann südöstlich zum Ende der ehemaligen Verzweigung. Ab dort fließt sie nahe der Havel-Oder-Wasserstraße weiter bis Malz und dann westlich parallel zum Malzer Kanal (West) bis Neu-Friedrichsthal. Ab hier fließt sie  – oft auch nur als Havel bezeichnet (oder mit den regionalen Namen Friedrichsthaler und Oranienburger Havel) – nach Süden. Schiffbar ist die Havel aber erst wieder ab der Stadtmitte von Oranienburg. In der Verwendung des Namens Schnelle Havel bis unterhalb von Oranienburg ist berücksichtigt, dass die Havel erst ab hier wieder Bedeutung als schiffbare Wasserstraße hat, im Besonderen, dass sie erst ab hier ein Teil der Havel-Oder-Wasserstraße ist.

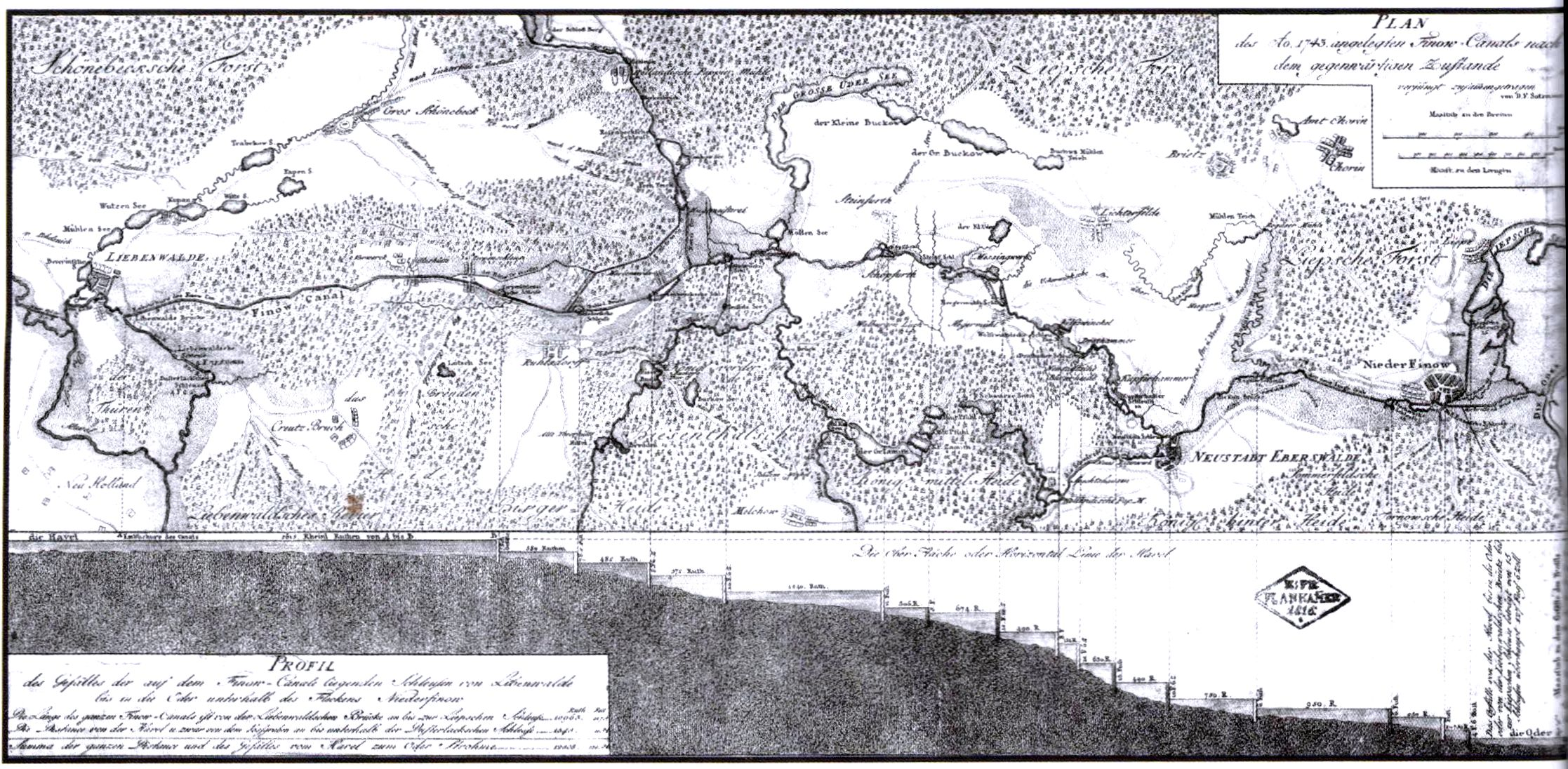
Plan des Finowkanals, 1743
ganz links die Schnelle Havel
daneben die Faule Havel, in der der Finowkanal beginnt

Die Faule Havel ist in heutigen Landkarten nicht mehr enthalten. Man findet sie nur noch in alten Landkarten und Schriftstücken:

Plan des (zweiten) Finowkanals von Satzmann, 1743 (s. nebenstehende Abbildung)

Anweisung des Kurfürsten Joachim  Friedrich, 1603
Andererseits gibt es heute noch den Namen Faule Havel an anderen Stellen, z. B.
- als Fließgewässer südlich von Wesenberg zwischen Woblitzsee und Plätlinsee, bekannter unter Schwaanenhavel,[5]
- als Ortsbezeichnung westlich von Premnitz.[6]

## Anmerkung
1. ↑  Die Havel-Oder-Schifffahrt fand ursprünglich auf der Faulen Havel  - insbesondere flußabwärts - statt. Von ihr ausgehend wurde der in Richtung Oder führende Finowkanal angelegt. Heute gibt es nur noch einen kleinen Rest vom Anfang der Faulen Havel bis zum Voßkanal. Nach dem Auftreffen auf den Voßkanal ist sie nur noch ein schmaler Graben, der diesen und den Malzer Kanal bis zur Schleuse Liebenwalde begleitet. Ein kurzes Stück der ehemaligen Faulen Havel existiert auch noch als totes Gewässer neben der Havel-Oder-Wasserstraße.